# Podul Buriano
Podul Buriano este un pod cu șapte arcuri de piatră în regiunea Toscana din Italia. Construit în 1277, acesta a fost folosit de Leonardo Da Vinci în cadranul din dreapta-jos al picturii sale Mona Lisa.